# Малевич, Николай Александрович
Николай Александрович Мале́вич (1909—1982) — советский специалист в области горнопроходческих машин.

## Биография
Родился в 1909 году в Санкт-Петербурге. Окончил Московский горный институт имени И. В. Сталина (сегодня – Горный институт НИТУ «МИСиС») в 1936 г.
- 1936—1940 главный механик Лопатинского рудника в Воскресенске.
- 1940—1949 в Гипроуглемаше в должностях от старшего инженера до главного конструктора. Активный участник восстановления разрушенных во время войны шахт Донбасса.
- 1949—1951 зав. лабораторией в ВУГИ.
- с 1951 года и до последних дней жизни работал заместителем директора по научной работе ЦНИИподземмаша (Центральный научно-исследовательский и проектно-конструкторский институт подземного и шахтного строительства).

Доктор технических наук, профессор, читал лекции во Всесоюзном заочном политехническом институте.
Умер 16 февраля 1982 года после тяжелой продолжительной болезни.

## Награды и премии
- Сталинская премия третьей степени (1947) — за усовершенствование электроподъёмных машин для глубоких шахт Донбасса
- Государственная премия СССР (1977) — за создание высокоэффективных проходческих комплексов «Кузбасс», обеспечивающих высокую производительность труда проходчиков и высокие скорости проведения подготовительных выработок
- орден «Знак Почёта»
- медали
- знак «Шахтёрская слава» трёх степеней.

## Сочинения
- Горно-проходческие машины и комплексы [Текст] : учеб. для вузов / Н. А. Малевич. — 2-е изд., перераб. и доп. — М. : Недра, 1980. — 384 с.
- Машины и комплексы оборудования для проходки вертикальных стволов [Текст] : учеб. пособие / Н. А. Малевич. — Изд. 2-е., доп. и перераб. — М. : Недра, 1975. — 342 с. : ил.